# 水陽江
水陽江（すいようこう、Shuiyang River、繁体字: 水陽江, 拼音: Shuǐyáng jiāng）は、中華人民共和国の安徽省と江蘇省を流れる河川で、長江下流（揚子江）右岸（南岸）の主要な支流の一つ。東は江蘇省の太湖水系、および南京市を流れる秦淮河水系に接している。
安徽省と浙江省北西部の境界にある天目山を源流とする。安徽省の績渓県、旌徳県、寧国市、宣州区、広徳市、郎渓県、蕪湖県、当塗県、および江蘇省南京市高淳区、溧水区の10県市区を流れている。
上流では西津河と称し、下流で東西に分流している。西の分流は青弋江と交わりながら長江に合流し、東の分流は当塗県の太平口で長江に注ぐ。水陽江の幹流の全長は254キロメートル、流域面積は10,305平方キロメートル。
主な支流には、西津河、中津河、東津河、郎川河、無量河、夏渡河、華陽河などがある。